# Szabados Tamás (operatőr)
Szabados Tamás (Székesfehérvár, 1935. szeptember 30. – 2024. szeptember 25.) magyar operatőr, rendező.

## Élete
Székesfehérvárott született, Nagykarácsonyban és Budapesten nőtt fel. 1954–55-ben a Déryné Színház díszletező munkása volt. 1955 és 1960 között a Belügyminisztérium Határőrség Központi Művészegyüttesének vezetője, majd a sashalmi kultúrház igazgatója volt. 1960–61-ben a Magyar Televízió ügyelőjeként dolgozott. 1961 és 1965 között a Színház- és Filmművészeti Főiskolán tanult és szerzett operatőri diplomát. Ez idő alatt az MTV-nél rendezőasszisztens, majd 1965-től operatőr volt.
Rockenbauer Pál szerkesztővel járt az Antarktiszon, Mongóliában, a Kilimandzsárón, műsoraik révén a világ minden földrészén. Mégis, legkedvesebb filmjének a Másfélmillió lépés Magyarországon című sorozatot tartja. Megjelenésével, felkészültségével mindig megtisztelte riportalanyait. Több mint 2 évtizedig együtt dolgozott későbbi feleségével, Rozsnyai Margit pszichológussal; munkáikat a képcsend és képnyugalom jellemzi.
Műveinek több mint 1300 ismétlésével a Magyar Televízió történetében listavezető.
Nyugdíjba vonulása után 1998-ban, a Képcsendje Bt.  vezetőjeként természetfilmsorozat-terveivel sikeresen pályázott az ORTT-nél.
2005-ben fogadalomból végigjárta a 740 kilométeres spanyol zarándokutat, ahol 2003-ban filmsorozatot forgatott.
Családja környezetében hunyt el 2024. szeptember 25-én, öt nappal a 89. születésnapja előtt.

## Filmjei

### Televíziós munkák
- Aranygombos Telkibánya (1967, dokumentumfilm)
- Antarktiszon jártunk (1968, dokumentumfilm)
- Ázsiában jártunk (1968, dokumentumfilm)
- Valaki a sötétből (1970)
- Kéz kezet mos (1970)
- Feleségem hagyatéka (1970)
- A hetedik kocsi (1970)
- Zűrzavaros éjszaka (1971)
- A lányom barátnője (1972)
- Gyilkosság a Maxime utcában (1972)
- Gúnyos mosoly (1973)
- Ejnye, Cecília! (1973, Zenés TV Színház)
- Vérnász (1974, Zenés TV Színház)
- Enyém a világ (1974)
- Finish: Avagy Álmom az életem túlélte (1975)
- Barátom Bonca (1975)
- Tízéves találkozó (1975, dokumentumfilm)
- Isten veled, atomkor (1975)
- Ebéd (1977)
- Randevú éjfélkor (1978)
- Egy expedíció idézése: A Béke-barlang felfedezése (1978, dokumentumfilm)
- Egy hónap falun (1979)
- Tiszta őrültek háza (1980)
- Humorista a mennyországban (1982)
- Három szabólegények (1982)
- Barackvirág (1983, rövidfilm)
- Legyél te is Bonca! (1983)
- Rókafogta csuka (1984)
- Éjféli operabemutató (1985, Zenés TV Színház)
- A fantasztikus nagynéni (1986)
- Szent István Emléktúra 1988 (1988, dokumentumfilm)
- Erdőjárók (1993)
- Írottkő Natúrpark 2000 (2000, rendező is)
- Ispotály: Telkibánya kincse (2005, rendező is)
- Bicske barátok kincse – Bicske (2007, rendező is)
- Tanító ösvények: Csongrád – Vizek, bokrok, halászok (2009, rendező is)
- Helvécia – Kisvasút a Visó-völgyben (2010, rendező is)

### Televíziós sorozatok
- Rémusz bácsi meséi (1967)
- Öveges professzor: Legkedvesebb kísérleteim (1968)
- Magyarország kisvasútjai (1972, egy epizód)
- A napsugár nyomában (1974, egy epizód)
- Magyarországi néptáncok (1974, dokumentumfilm)
- Magyar tájak (1976, dokumentumfilm)
- Afrikai örömeink (1977, dokumentumfilm)
- Másfélmillió lépés Magyarországon (1979, dokumentumfilm)
- Fürkész történetei (1983, egy epizód)
- …és még egymillió lépés (1986, dokumentumfilm)
- Nekem ne lenne hazám? (1988, rendező is)
- Gálvölgyi Show (1989)
- Családi kör, Sodródás epizódja (1989)
- Kerekek és lépések (1990, dokumentumfilm)
- Világvédett lehetne (1992, rendező is)
- Jelfák (1994, rendező is)
- Ez is Magyarország! (1994)
- Emberek a természetben (1997, rendező is)
- Európa kék szalagja, a Duna (1999–2000, dokumentumfilm)
- Főtér (1999–2010, dokumentumfilm)

## Könyv
- Újra van másfél millióm! Zarándokösvényen Spanyolországban; Püski, Budapest, 2006

## Díjai
- Aranytoll (1997)
- A Magyar Érdemrend lovagkeresztje (2014)